# Théâtre d'opéra et de ballet d'Iekaterinbourg
Le théâtre académique d'État d'opéra et de ballet d'Iekaterinbourg (Екатеринбýргский госудáрственный академи́ческий теáтр óперы и бале́та) est un théâtre d'opéra et de ballet situé en Russie à Iekaterinbourg dans l'Oural, fondé en 1912. L'édifice est construit selon les plans de l'architecte Vladimir Semionov. C'est ici que le 26 octobre/8 novembre 1917 une session extraordinaire du soviet des députés ouvriers et soldats d'Iekaterinbourg a proclamé la prise de pouvoir des autorités soviétiques dans la ville et dans l'Oural.
Ce théâtre a reçu quatre prix au festival du Masque d'or-2020 à Moscou dont le Masque d'or pour le meilleur spectacle d'opéra.

## Histoire
Dans les années 1870, des représentants des milieux intellectuels locaux fondent le cercle musical d'Iekaterinbourg qui obtient un statut officiel en 1881. Une troupe d'opéra se produit à Iekaterinbourg pendant la saison 1879-1880 appelée par le régisseur Piotr Medvedev. D'autres se produisent les années suivantes et cela se fait sur une base annuelle à partir de 1907.
En 1903, la douma d'Iekaterinbourg lance un concours pour l'édification d'un théâtre consacré à l'opéra et au ballet.

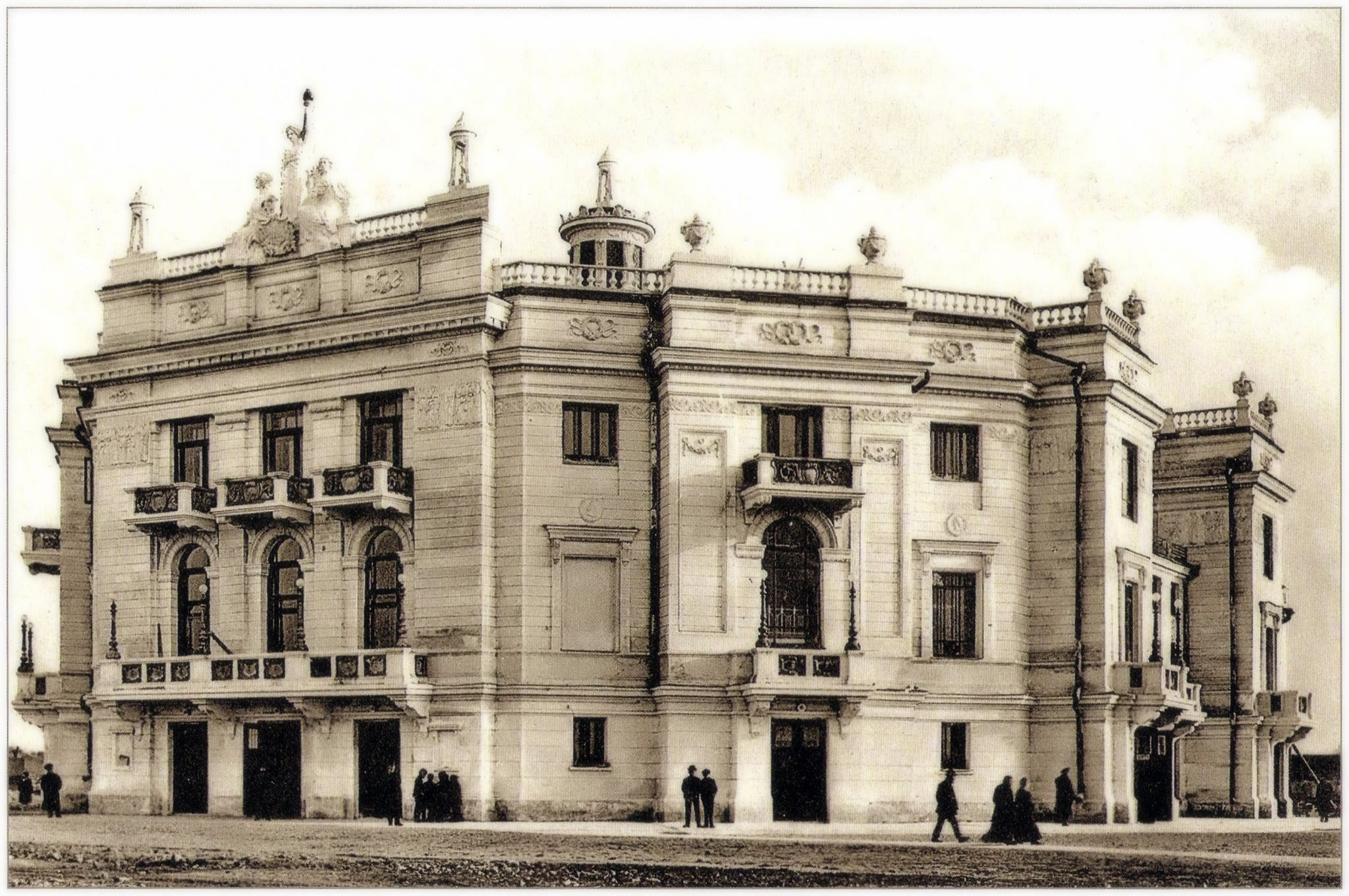
Le nouveau théâtre municipal
photographie de Beniamine Metenkov (1912)

Le vainqueur du concours est l'ingénieur civil de Saint-Pétersbourg Vladimir Semionov. La première pierre est posée en 1910 sur la place de la Noblesse (aujourd'hui place de la Commune de Paris) à la place d'un ancien cirque de bois qui avait ouvert en 1896. La construction du « nouveau théâtre municipal » est achevée en 1912 avec une salle de spectacle de 1 200 places. L'aménagement est conçu pour accueillir une troupe permanente.
La façade d'honneur du théâtre donne sur l'avenue principale (aujourd'hui perspective Lénine). La risalite centrale, qui accentue l'entrée, est décorée d'élégants balcons avec balustrades, décorations en stuc et attique, complété au centre par un groupe sculpté de trois muses. Les murs de façade sont décorés de nombreux détails en stuc : rosettes, ornements floraux, bas-reliefs sculpturaux. Le couronnement de l'édifice est décoré d'une balustrade avec de gracieuses tourelles.
Le théâtre est inauguré le 29 septembre 1912 avec l'opéra de Glinka, Une vie pour le tsar. Le premier chef d'orchestre principal est l'Italien Silvio Barbini. Les riches traditions des troupes montées par des régisseurs privés, des troupes itinérantes et les nombreuses années d'activité du cercle musical d'Iekaterinbourg ont aidé le théâtre à gagner rapidement en confiance et à se faire un nom. En 1914, c'est le début de l'histoire du ballet à Iekaterinbourg avec La Flûte magique de Riccardo Drigo et une troupe comprenant huit danseurs permanents (dont Lazareva, Garetta, M.A. Staeckl, N. Srednitskaïa, R. Balanotti).

### À l'époque soviétique

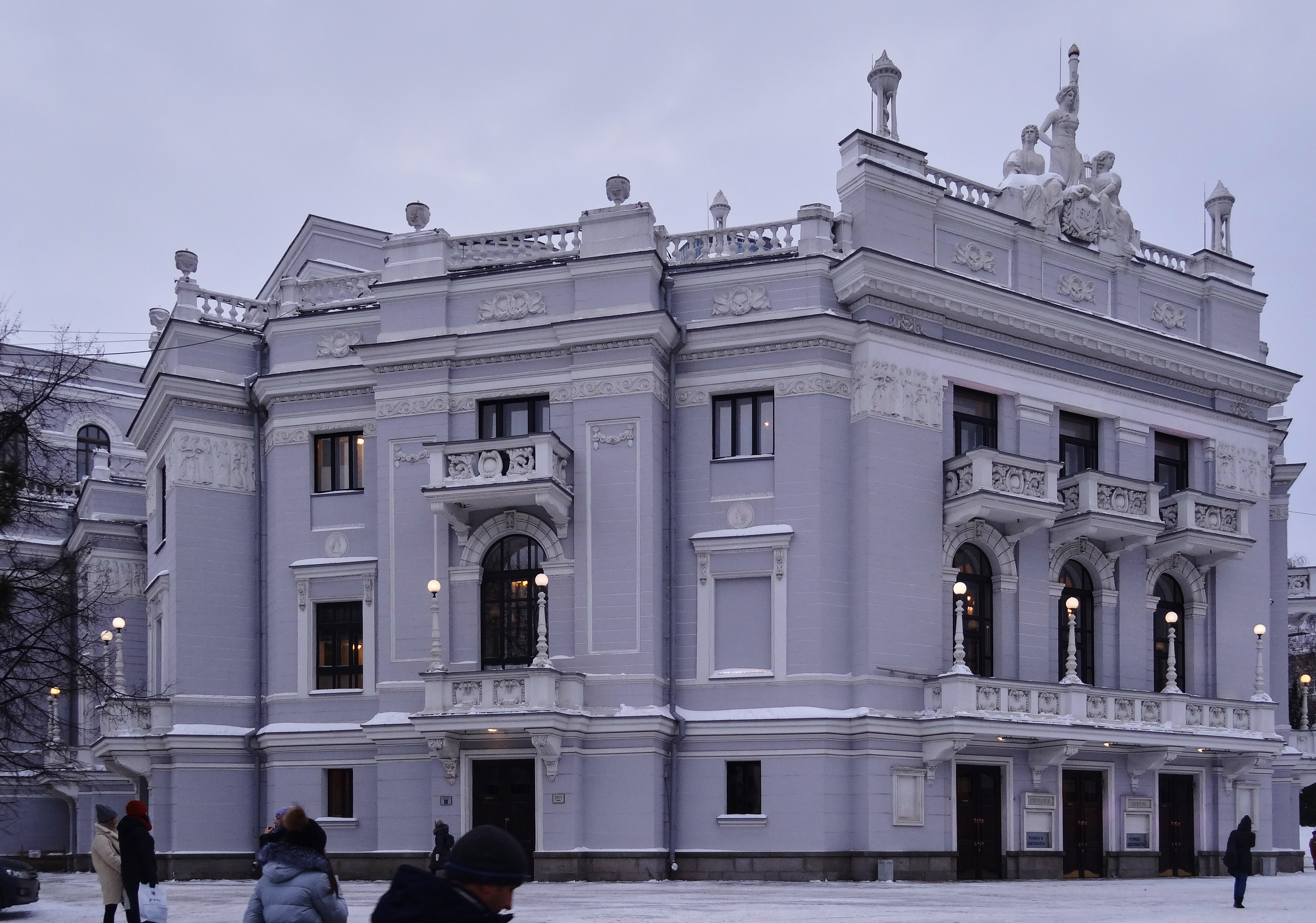
Le théâtre en hiver.

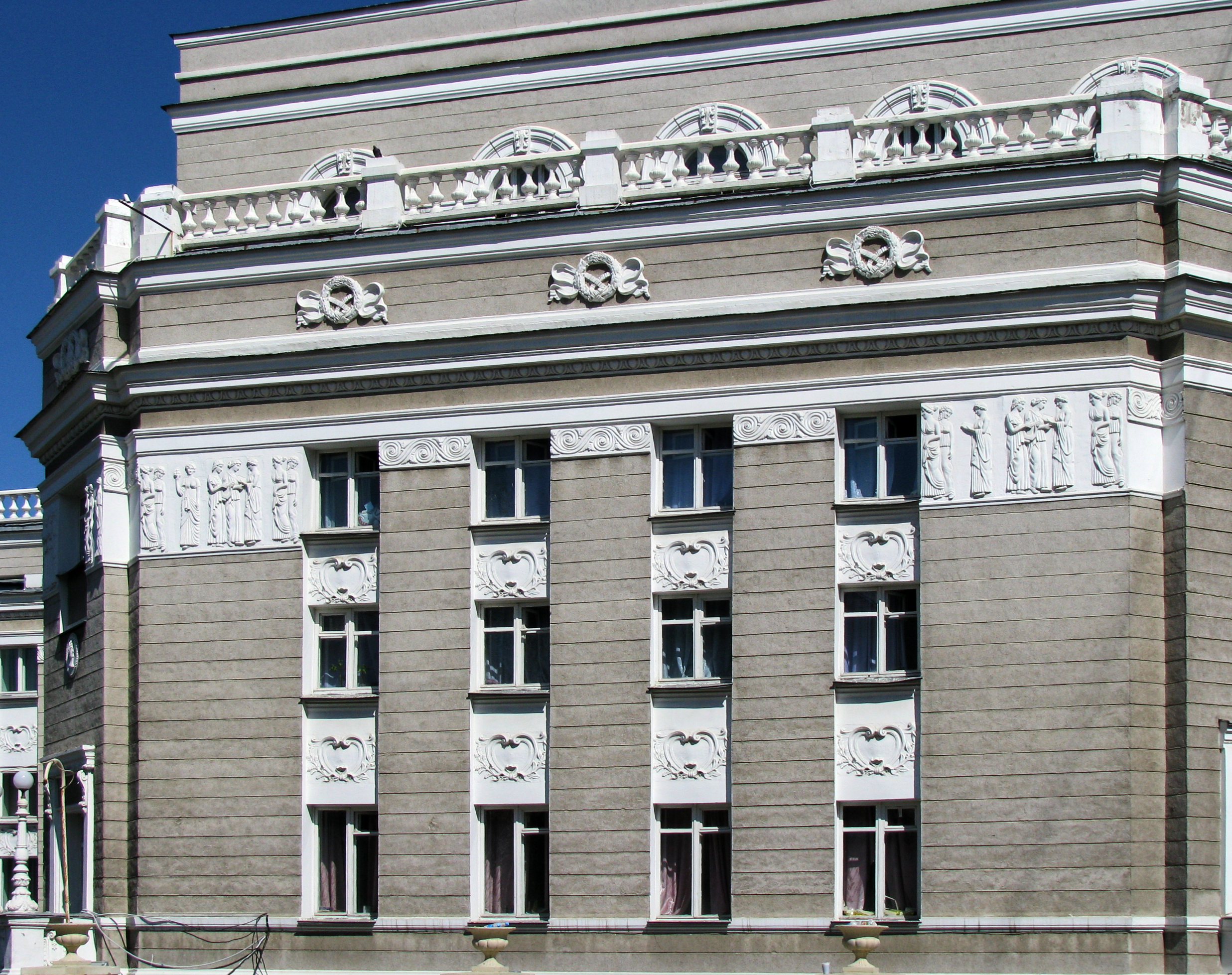
Détails d'une façade.

Le 26 octobre 1917, une session extraordinaire du soviet des députés ouvriers et soldats proclame la prise de pouvoir des autorités soviétiques en ville et dans l'Oural. Le théâtre est fermé après la Révolution d'Octobre et rouvre en 1919. La troupe de ballet est de nouveau en activité en 1922. L'un de ses premiers spectacles est Coppélia de Léo Delibes. Le directeur artistique du théâtre en 1925-1926 est Alexandre Ouloukhanov dont les mises en scènes des Contes du tsar Saltan et Werther marquent l'histoire du théâtre. Parmi les chefs d'orchestre, Lev Steinberg y est actif en 1926-1928. Dès le milieu des années 1920, le théâtre sert de « laboratoire » pour de nouveaux opéras soviétiques. Il se tourne aussi vers des œuvres de compositeurs de l'Oural, comme Victor Trambitski, Grigor Beloglazov, Clara Katzmann, Constantin Muller, Alexandre Friedländer, avec des mises en scène de Constantin Boïarski, Iouri Grigorovitch, Mikhaïl Moïsseïev, Evgueni Tchanga, Alexeï Tchitchinadzé ou Leonid Jacobson.
En 1924, le théâtre est renommé en théâtre d'État d'opéra et de ballet Anatoli Lounatcharski et en 1931, en théâtre d'opéra et de ballet Lounatcharski de Sverdlsovsk. La place devant le théâtre est réaménagée en 1936 par l'architecte Sigismund Dombrowski.
Au tournant de la fin des années 1950 et du début des années 1960, le baryton Oleg Klionov s'y produit. En 1962, le théâtre reçoit l'ordre du Drapeau rouge du Travail et l'attribut en 1966 d'« académique ». Il reçoit le prix Staline en 1946 pour sa production d'Otello (avec Arnold Azrikan) de Verdi et en 1987 le prix d'État d'URSS pour la création de l'opéra de Vladimir Kobekine, Le Prophète, dans une misen en scène d'Alexandre Titel. L'opéra de Sverdlovsk (nom à l'époque soviétique d'Iekaterinbourg) est l'un des premiers à présenter des opéras en langue originale, avec La Force du destin de Verdi. L'édifice est refait en 1981-1985.

## Époque contemporaine

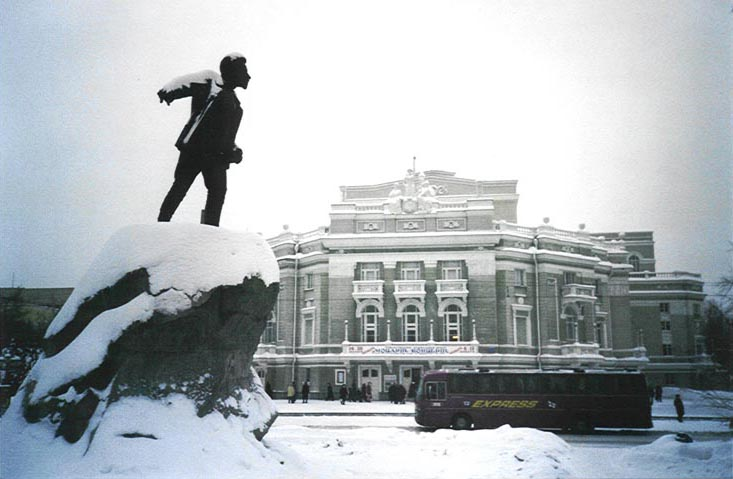
Vue dans les années 1990 avec la statue de Iakov Sverdlov.

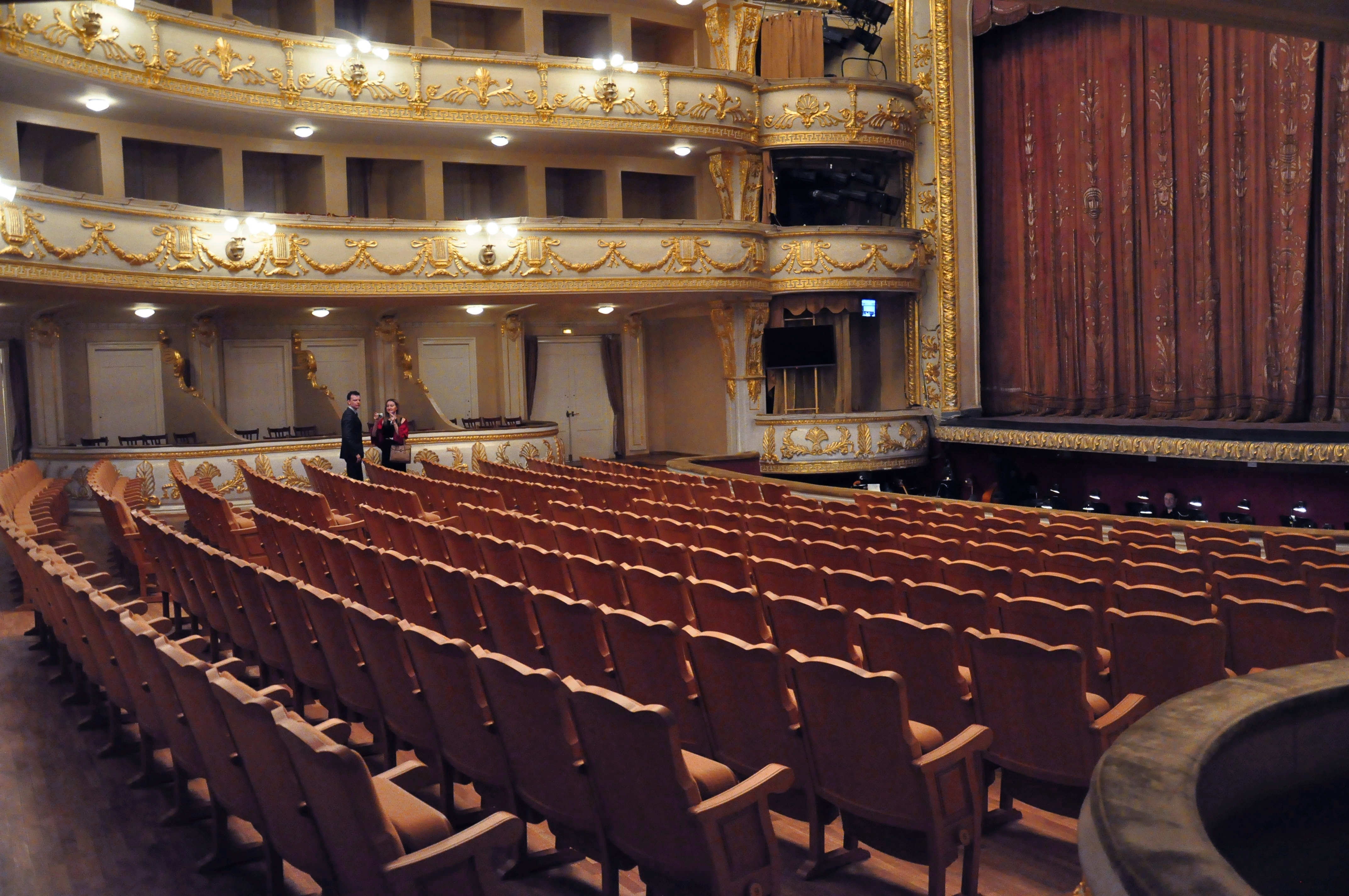
Intérieur (2014).

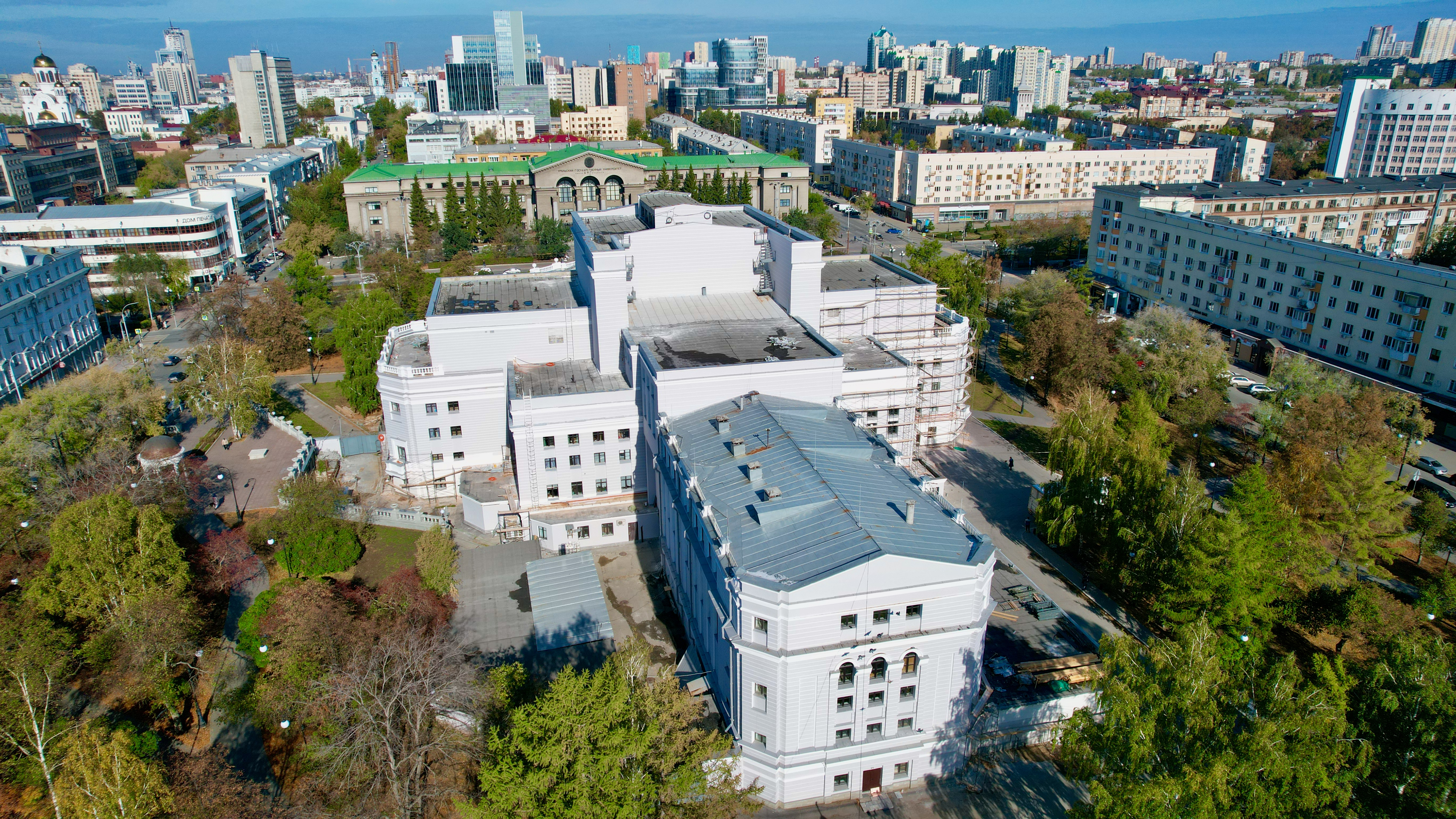
Vue du côté Sud.

Après la chute de l'URSS, le théâtre traverse une période profonde de crise dans les années 1990, n'ayant plus de moyens financiers et l'appel à des sponsors privés par la suite est insuffisant..
Les liens avec des opéras étrangers se renforcent dès le milieu des années 1990 (Tosca, Le Trouvère en 1995 dans une mise en scène de M.-F. Siciliani). Un département étranger est formé au début des années 2000 pour l'organisation de tournées en Russie et dans les anciens pays de l'URSS et à la participation de festivals à l'étranger. Les liens culturels sont renforcés surtout avec l'Italie et l'Allemagne, ainsi qu'avec la Corée du Sud et aussi avec l'Angleterre et les États-Unis.
Parmi les spectacles marquants, l'on peut distinguer La Flûte enchantée de Mozart (2001), La Traviata de Verdi (2007), Amore Buffo de Donizetti (2012), Le Comte Ory de Rossini (2012), Boris Godounov de Moussorgski (2013), Variations de Salieri sur une musique de Salieri (2013), La Passagère de Moïsseï Weinberg (2016), L'Amour de loin de Kaija Saariaho (2021), etc.

## Directeurs
- 1912 - ?, P.F. Davydov

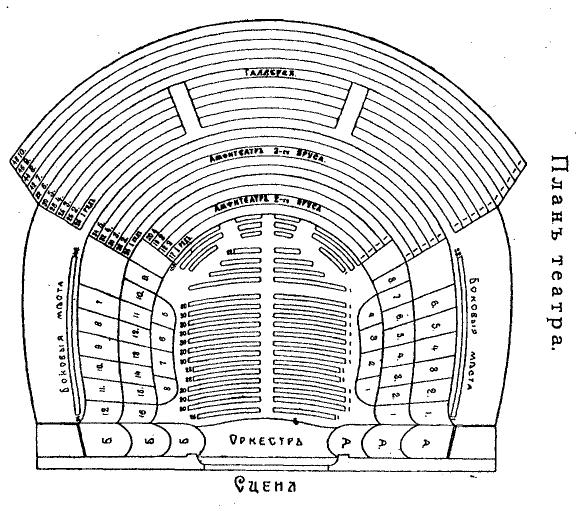
Plan du nouveau théâtre municipal
1914

- 1924-1930, ? - 1945, Boris Arkanov[17]
- 1930 - ?, Saveli Khodes
- 1945 - ?, P.K. Margalik
- Années 1950 - Années 1970, Max Ganéline
- Années 1970, Evgueni Radoukine
- 1981 - janvier 2005, Vladislav Viatkine[18]
- Janvier 2005 - 3 juillet 2006, Youri Orlov[19]
- 3 juillet 2006 - à ce jour, Andreï Chichkine[20]

## Chefs d'orchestre principaux
- 1912 - ?: Silvio Barbini
- 1922-1924 et 1937-1947: Arnold Margoulian
- 1931-1933: Ari Pazovski
- 1933-1941 et 1955-1960: Anatoli Lioudmiline
- 1948-1953: Saveli Bergholtz
- 1953-1955: Alexandre Schmorgoner
- 1960-1968 et 1972-1977: Kirill Tikhonov
- 1977-1981: Evgueni Kolobov
- 1982-2006: Evgueni Brajnik
- 2007-2009: Sergueï Stadler
- 2009-2010: Fabio Mastrangelo
- 2010-2015: Pavel Klinnitchev
- 2015-2019: Oliver von Dohnányi
- depuis 2019: Constantin Tchoudovski

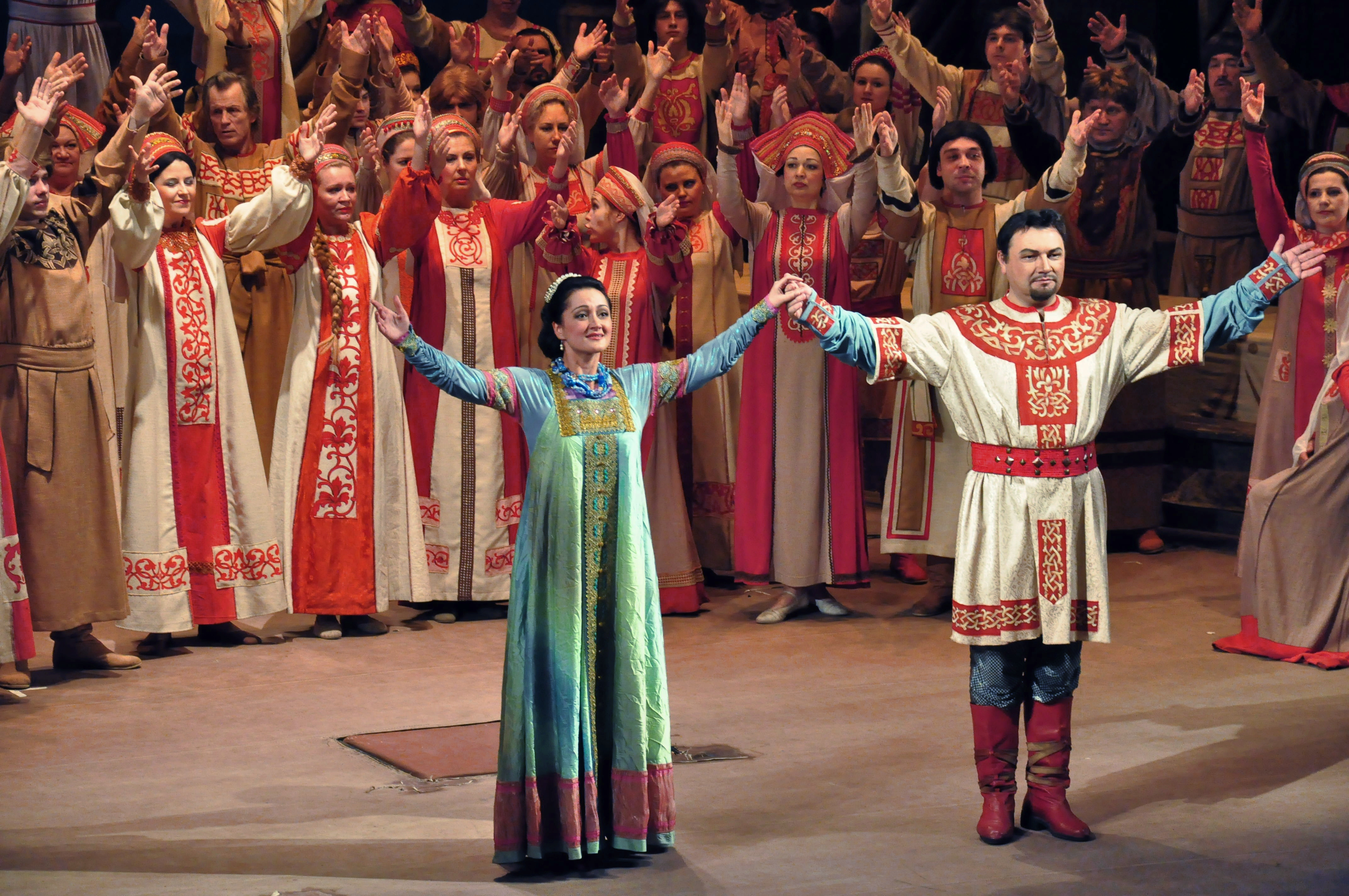
Rouslan et Ludmila en 2014.
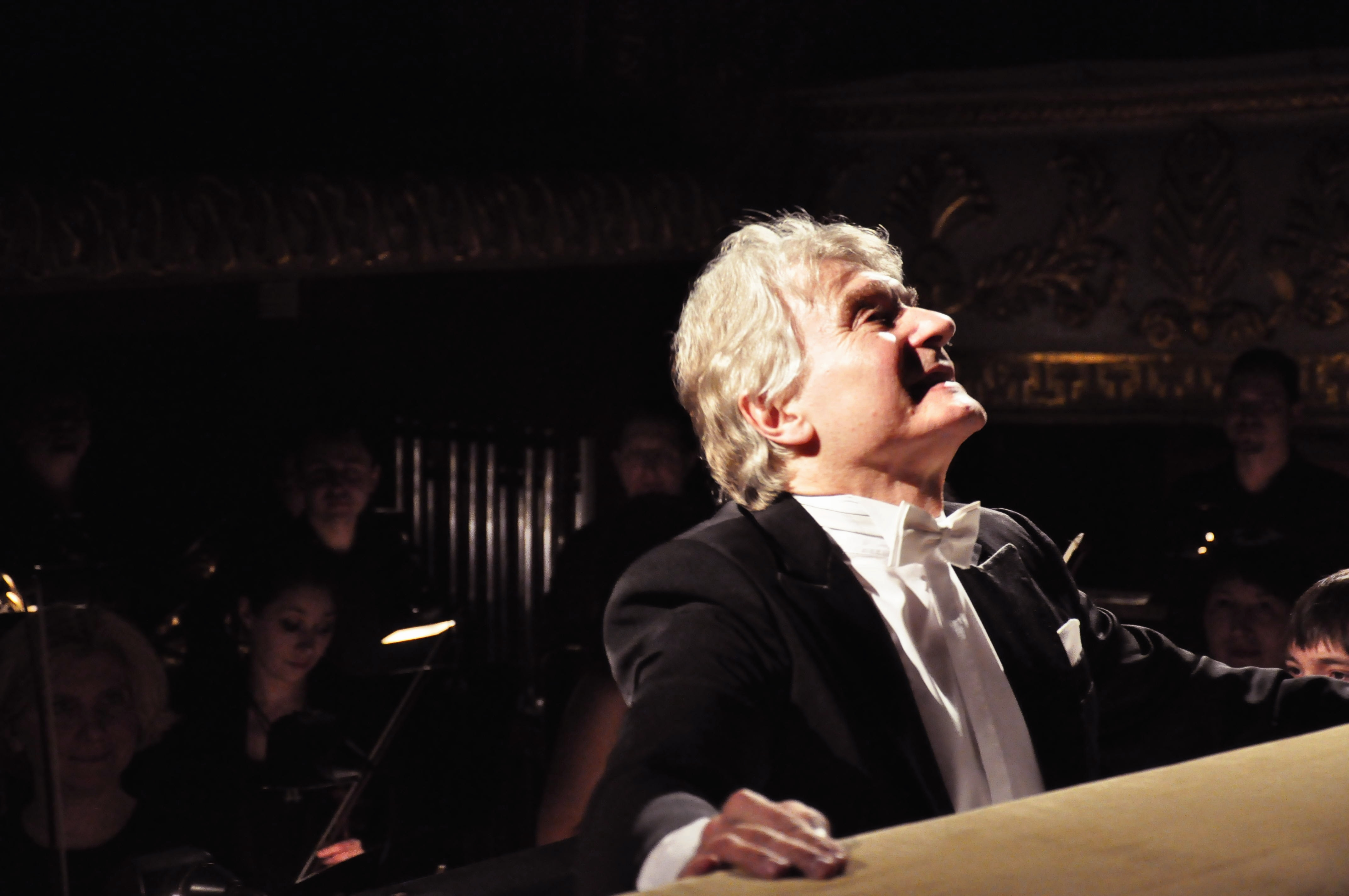
Le chef d'orchestre Vladislav Liagas en 2014.

## Bibliographie

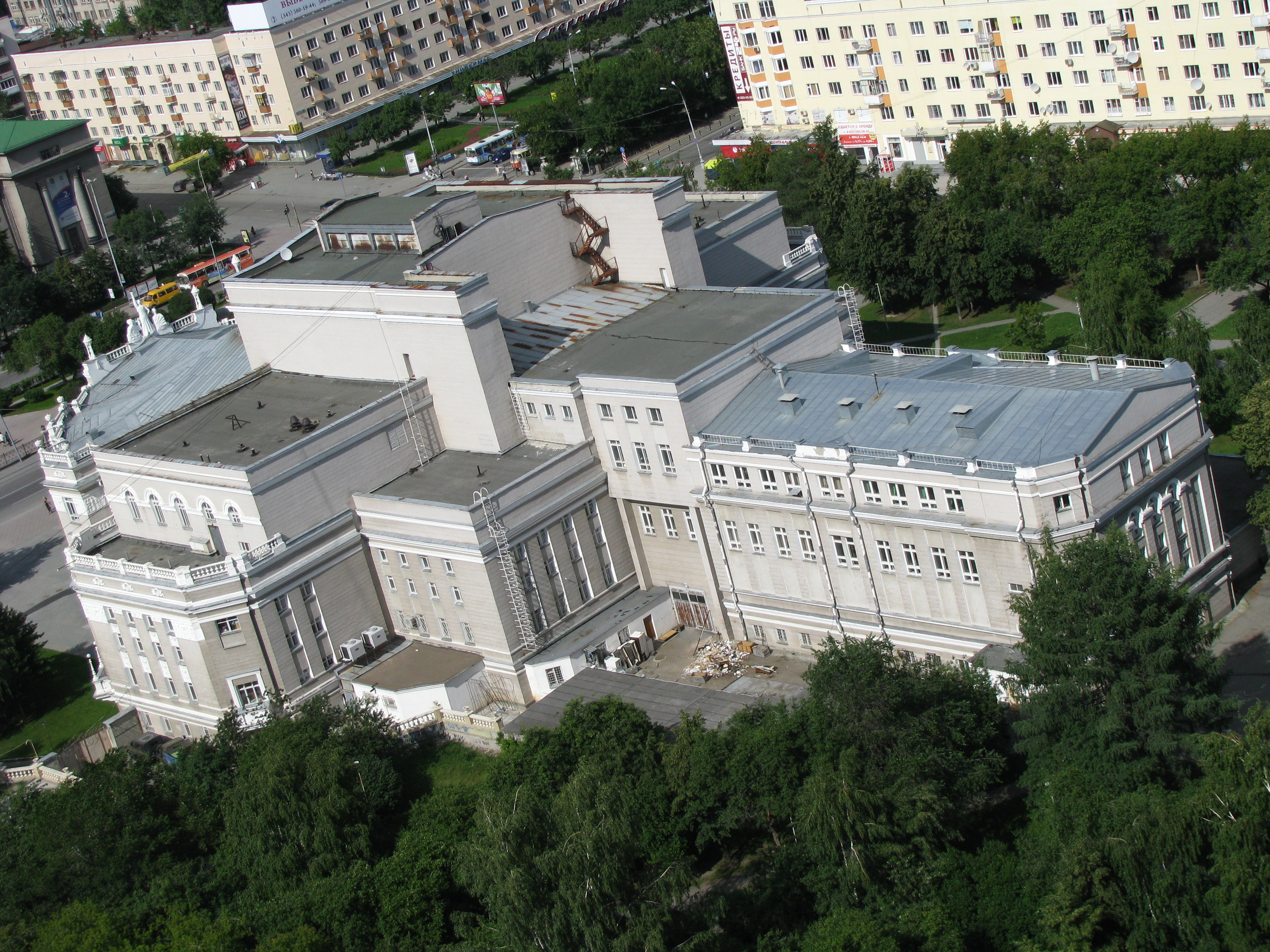
Vue aérienne.